# ریچل زگلر
ریچل ان زگلر (انگلیسی: Rachel Anne Zegler ‎/ˈzɛɡlər/‎؛زادهٔ ۳ مهٔ ۲۰۰۱) بازیگر و خوانندهٔ آمریکایی است. او در سال ۲۰۲۱ نقش اصلی ماریا واسکز را در موزیکال داستان وست ساید به کارگردانی استیون اسپیلبرگ بازی کرد و برایش برندهٔ جایزهٔ گلدن گلوب شد. او اولین بازیگر زن کلمبیایی‌تبار و همچنین جوان‌ترین فردی است که این جایزه را کسب کرد. در سال ۲۰۲۲ نام او در فهرست ۳۰ شخص زیر ۳۰ سال فوربز قرار گرفت.

## اوایل زندگی و تحصیل
ریچل ان زگلر در ۳ مه ۲۰۰۱، در هکنساک، نیوجرسی، در مرکز پزشکی دانشگاه هاکن زک به دنیا آمد. مادرش جینا زگلر است و یک خواهر بزرگتر به نام ژاکلین دارد. مادرش اصالتاً کلمبیایی و پدرش لهستانی تبار است.
زگلر در کلیفتون، نیوجرسی بزرگ شد، جایی که در مدرسه مقدماتی سنت فیلیپ آپوستل رفت. او سپس به دبیرستان دخترانه کاتولیک ایماکیولت کانسپشن رفت، جایی که در چهار سال در موزیکال‌های مدرسه در نقش‌های بل در دیو و دلبر (۲۰۱۶)، آریل در پری دریایی کوچولو (۲۰۱۷)، دوروتی براک در خیابان ۴۲ (۲۰۱۸) و پرنسس فیونا در شرک موزیکال (۲۰۱۹) ایفای نقش کرد. برای هر چهار اجرا، او نامزد جایزه مترو در رده بازیگر نقش اول شد. از دیگر نقش‌های او می‌توان به سرنا در قانوناً بلوند، کوزت در بینوایان، میلی در میلی کاملاً مدرن و میمی در اجاره اشاره کرد. او در ۲ ژوئن ۲۰۱۹ از دبیرستان فارغ‌التحصیل شد.

## حرفه
کانال یوتیوب زگلر از ژوئیه ۲۰۱۵ فعال بوده و مورد توجه قرار گرفته‌است. ویدئوی زگلر در سال ۲۰۲۰ از ترانه «کم عمق»، از ستاره‌ای متولد شده‌است، بیش از ۱۱ میلیون بازدید در توییتر به دست آورد. در ژانویه ۲۰۲۰، او با آی‌سی‌ام قرارداد امضا کرد.
در ژانویه ۲۰۱۸، کارگردان، استیون اسپیلبرگ از طریق توئیتر برای بازسازی فیلم داستان وست ساید، یک تماس آزاد برای بازیگران ارسال کرد. زگلر که در آن زمان ۱۶ ساله بود، با ویدیوهایی از خود در حال خواندن «امشب» و «من احساس زیبایی می‌کنم» به توئیت‌های دعوت بازیگران پاسخ داد. او از بین بیش از سی هزار متقاضی برای نقش ماریا انتخاب شد. زگلر این نقش را در مرکز هنرهای نمایشی برگن در سال ۲۰۱۷ ایفا کرده بود. این فیلم در دسامبر ۲۰۲۱ اکران شد و مورد تحسین منتقدان و مخاطبان قرار گرفت. او برندهٔ جایزهٔ گلدن گلوب بهترین بازیگر زن موزیکال شد که اولین بازیگر کلمبیایی‌تبار است که برندهٔ این رشته شده و در ۲۰ سالگی جوان‌ترین شخص است که این جایزه را کسب کرده‌است.
زگلر در ۲۷ سپتامبر ۲۰۲۱، در فهرست پادکست تصویر بزرگ رینگر (وبسایت) از بین ۳۵ بازیگران زیر ۳۵ سال در رتبهٔ ۳۴ قرار گرفت. نام او در فهرست ۳۰ شخص زیر ۳۰ سال فوربز از سال ۲۰۲۲ قرار گرفت.
زگلر به جمع بازیگران فیلم شزم! خشم خدایان پیوست و همچنین قرار است نقش سفیدبرفی را دراقتباس لایو اکشن از انیمیشن دیزنی در کنار گل گدوت که نقش ملکه بدجنس را بازی می‌کند، ایفا کند. او همچنین بازیگر فیلم اکشن بازی‌های گرسنگی: تصنیف پرندگان آوازخوان و مارها است؛ این فیلم پیش‌درآمدی از مجموعه‌فیلم‌های بازی‌های گرسنگی است.

## فیلم‌شناسی
| به آثاری اشاره دارد که در حال حاضر منتشر نشده‌اند | به آثاری اشاره دارد که در حال حاضر منتشر نشده‌اند |

### فیلم
| سال  | عنوان                                          | نقش          | توضیحات              | منبع   |
| ---- | ---------------------------------------------- | ------------ | -------------------- | ------ |
| ۲۰۲۱ | داستان وست ساید                                | ماریا واسکز  |                      | [ ۳۷ ] |
| ۲۰۲۳ | شزم! خشم خدایان                                | آنثیا        |                      | [ ۳۸ ] |
| ۲۰۲۳ | بازی‌های گرسنگی: تصنیف پرندگان آوازخوان و مارها | لوسی گری برد | پس‌تولید              | [ ۳۹ ] |
| ۲۰۲۴ | سفیدبرفی                                       | سفیدبرفی     | پس‌تولید              | [ ۴۰ ] |
| ۲۰۲۴ | طلسم‌شده                                        | پرنسس الیان  | صداپیشه، در دست ساخت | [ ۴۱ ] |
| TBA  | وای‌توکی                                        |              | فیلم‌برداری           | [ ۴۲ ] |

### تلویزیون
| سال  | عنوان                   | نقش  | یادداشت                                                  |
| ---- | ----------------------- | ---- | -------------------------------------------------------- |
| ۲۰۲۱ | نمایش گفتگوی جورج لوکاس | خودش | دو قسمت: «آدام پالی و ریچل زگلر»؛ «Pretend It’s A Jokey» |
| ۲۰۲۳ | جیمی کیمل لایو!         | خودش | فصل ۲۱؛ قسمت ۸۱                                          |

### صوتی
| سال  | عنوان                             | نقش                           | یادداشت                                                         |
| ---- | --------------------------------- | ----------------------------- | --------------------------------------------------------------- |
| ۲۰۲۱ | حالا صحبت می‌کنیم با درو گاسپارینی | خودش                          | پادکست؛ قسمت ۱۱-ریچل زگلر: «Hasmat Reality»                     |
| ۲۰۲۱ | خیلی واقعاً خوب                    | خودش                          | پادکست؛ قسمت ۱۶۰-مصاحبه با ریچل زگلر - خیلی واقعاً خوب شماره ۱۶۰ |
| ۲۰۲۱ | شاهدخت ساحل جنوبی                 | ماریا دل کارمن/گلوریا کالدرون | نقش اصلی                                                        |

### تئاتر
| سال  | عنوان                      | نقش  | یادداشت                             |
| ---- | -------------------------- | ---- | ----------------------------------- |
| ۲۰۲۱ | گهواره نیوتن: داستان ارواح | چلسی | خواندن بسته مجازی «ساندرز کالکتیو». |

## جوایز و نامزدی‌ها
| سال  | جایزه                                   | رده                                                          | اثر             | نتیجه    | Ref    |
| ---- | --------------------------------------- | ------------------------------------------------------------ | --------------- | -------- | ------ |
| ۲۰۲۱ | انجمن منتقدان فیلم شیکاگو               | خوش آتیه‌ترین مجری                                            | داستان وست ساید | نامزدشده | [ ۴۵ ] |
| ۲۰۲۱ | حلقه منتقدان فیلم فلوریدا               | جایزه سخت کوشی                                               | داستان وست ساید | رتبه دوم | [ ۴۶ ] |
| ۲۰۲۱ | انجمن روزنامه نگاران فیلم ایندیانا      | سخت کوشی سال                                                 | داستان وست ساید | نامزدشده | [ ۴۷ ] |
| ۲۰۲۱ | هیئت ملی بازبینی                        | جایزه هیئت ملی بازبینی فیلم برای بهترین بازیگر زن            | داستان وست ساید | برنده    | [ ۴۸ ] |
| ۲۰۲۱ | انجمن منتقدان فیلم تگزاس شمالی          | بهترین بازیگر زن                                             | داستان وست ساید | نامزدشده | [ ۴۹ ] |
| ۲۰۲۱ | انجمن منتقدان فیلم تگزاس شمالی          | بهترین تازه‌وارد                                              | داستان وست ساید | برنده    | [ ۴۹ ] |
| ۲۰۲۱ | انجمن منتقدان فیلم منطقه واشینگتن دی سی | بهترین عملکرد جوانان                                         | داستان وست ساید | نامزدشده | [ ۵۰ ] |
| ۲۰۲۲ | اتحادیه زنان روزنامه‌نگار سینمایی        | اتحادیه زنان روزنامه‌نگار سینمایی                             | داستان وست ساید | نامزدشده | [ ۵۱ ] |
| ۲۰۲۲ | جوایز فیلم منتخب منتقدان                | بهترین مجری جوان                                             | داستان وست ساید | نامزدشده | [ ۵۲ ] |
| ۲۰۲۲ | بحث دربارهٔ جوایز منتقد فیلم             | بهترین اجرای اول                                             | داستان وست ساید | نامزدشده | [ ۵۳ ] |
| ۲۰۲۲ | جوایز دوریان                            | جوایز دوریان                                                 | داستان وست ساید | نامزدشده | [ ۵۴ ] |
| ۲۰۲۲ | انجمن منتقدان فیلم جورجیا               | انجمن منتقدان فیلم جورجیا                                    | داستان وست ساید | نامزدشده | [ ۵۵ ] |
| ۲۰۲۲ | انجمن منتقدان فیلم جورجیا               | انجمن منتقدان فیلم جورجیا                                    | داستان وست ساید | نامزدشده | [ ۵۵ ] |
| ۲۰۲۲ | گولد دربی                               | گولد دربی                                                    | داستان وست ساید | نامزدشده | [ ۵۶ ] |
| ۲۰۲۲ | هفتاد و نهمین مراسم گلدن گلوب           | جایزه گلدن گلوب برای بهترین بازیگر زن – فیلم کمدی یا موزیکال | داستان وست ساید | برنده    | [ ۵۷ ] |
| ۲۰۲۲ | منتقدان انجمن بین‌المللی فیلم            | بهترین عملکرد جوانان                                         | داستان وست ساید | نامزدشده | [ ۵۸ ] |
| ۲۰۲۲ | انجمن منتقدان فیلم شهر موسیقی           | بهترین بازیگر زن جوان                                        | داستان وست ساید | نامزدشده | [ ۵۹ ] |
| ۲۰۲۲ | انجمن منتقدان فیلم کارولینای شمالی      | بهترین عملکرد موفقیت‌آمیز                                     | داستان وست ساید | نامزدشده | [ ۶۰ ] |
| ۲۰۲۲ | انجمن فیلم و تلویزیون آنلاین            | عملکرد موفقیت‌آمیز: زن                                        | داستان وست ساید | نامزدشده | [ ۶۱ ] |

## یادداشت
1. ↑  Immaculate Conception High School
2. ↑  NOW WE’RE TALKING with Drew Gasparini
3. ↑  Very Really Good
4. ↑  Princess of South Beach
5. ↑  Newton's Cradle: A Ghost Story
6. ↑  The Saunders Collective